# Кобрезия сибирская
Кобрезия сибирская (лат. Kobresia sibirica) — вид травянистых растений рода Кобрезия (Kobresia) семейства Осоковые (Cyperaceae).

## Ботаническое описание
Многолетнее травянистое растение. Корневище ползучее, 2—3 мм толщиной, выпускающее книзу толстые шнуровидные корневые мочки, с верхней же стороны несёт плотно стоящие одна подле другой короткие (3—5 мм длиной) вертикальные поперечно-рубчатые веточки, являющиеся основаниями стеблей. Стебли почти цилиндрические, бороздчатые, сравнительно толстые, в верхней части несколько сплюснутые, 10—35 см высотой и 1—2 мм толщиной. При основании они одеты влагалищами, прикрепляющимися на месте рубчиков упомянутых вертикальных веточек корневища. Из них нижние буровато-соломенного цвета, жёсткие, лоснящиеся, с одной стороны до основания расколотые, с многочисленными резкими продольными жилками, 3—10 см длиной, к основанию постепенно расширенные до 10 мм; верхние (внутренние) влагалища бледно-зелёные, цилиндрические, цельные, или расколотые лишь на их верхушке, несущие узко- или почти нитевидно-линейные листовые пластинки, которые желобчато вдоль свёрнутые, по краям с очень мелкими нечастыми зазубринками, почти равные стеблю или короче его, 1—2 мм шириной.
Общее соцветие имеет вид плотного овального или яйцевидного колоса 10—20 мм длиной и 5—10 мм шириной, состоящего из многочисленных колосков. Колоски 3—7-цветковые, содержащие один (у нижних колосков иногда 2—3, при чём развивается в плод лишь 1 или 2 из них) женский цветок и 2—5 мужских. Приколосковая чешуйка яйцевидная, туповатая, реже с маленьким заострением на верхушке, с 1 жилкой, бурая, с плёнчатыми краями, около 6 мм длиной и 2—3 мм шириной. Прицветная чешуйка при женском цветке сходна с приколосковой, при мужских же цветках — немного короче и значительно уже, ланцетовидно-линейная. Тычинки почти вдвое длиннее их и лишь едва короче пестика с рыльцами. Орешек гладкий, продолговато-обратнояйцевидный, 3-гранный, невполне зрелый — около 3 мм длиной и 1,5 мм шириной.

## Распространение и экология
Азия и Северная Америка. Растёт по сырым и болотистым лугам, по берегам ручьев, в горной тундре.

## Таксономия
По результатам молекулярно-филогенетических исследований этот вид перенесён в род Осока (Carex) под названием Carex borealipolaris.

### Синонимы
- Carex borealipolaris S.R.Zhang (2015)
- Elyna sibirica Turcz. (1852)basionym
- Kobresia arctica A.E.Porsild (1943), nom. illeg.
- Kobresia hyperborea A.E.Porsild (1951)